# キタサマイシン
キタサマイシン（kitasamycin）とは、16員環マクロライド系抗菌薬の化合物群である。単一の化合物ではなく、複数のマクロライド系抗菌薬であるロイコマイシン類の混合物である。

## 組成
キタサマイシンは単一の化合物ではなく、ロイコマイシンA1、ロイコマイシンA3、ロイコマイシンA4、ロイコマイシンA5、ロイコマイシンA6、ロイコマイシンA7、ロイコマイシンA8、ロイコマイシンA9、ロイコマイシンA13の混合物である

。
なお、ロイコマイシンA3はジョサマイシンの名称でも知られている

。
これらの中で、キタサマイシンの主成分は、ロイコマイシンA5である。
参考までに、キタサマイシンは「ロイコマイシン」だと誤解されているケースも散見されるものの、キタサマイシンは全てのロイコマイシン類を含有しているわけではない。したがって、キタサマイシンであるならばロイコマイシン類であるという命題は満足するものの、ロイコマイシン類であってもキタサマイシンとは限らない

。

## 生合成
キタサマイシンは、Streptomyces kitasatoensisによって産生される

。
Streptomyces kitasatoensisは、脂肪酸と糖を原料として、キタサマイシンに含まれるロイコマイシン類を生合成する

。
まず、16員環のラクトン環が生合成され、さらに、糖が結合されて、配糖体の形にされてゆく

。
ただし、例えば、ロイコマイシンA1からロイコマイシンA3を合成する過程のように、糖を結合した後に、アグリコン部分を化学修飾するといった事も行われる

。
これらを駆使して、Streptomyces kitasatoensisは、キタサマイシンに含まれるロイコマイシン類を生合成している。

## 物理化学的性質
キタサマイシンに含まれるロイコマイシン類は、波長230 nm付近の紫外線に吸光の極大を有する

。
また、これは別にキタサマイシンだけではなく、マクロライド系抗菌薬の一般的な性質だが、分子内にラクトンの構造が存在するために、波長1720 nmから1730 nm付近の赤外線領域にも、特徴的な吸光帯を有する

。

## 作用機序
他のマクロライド系抗菌薬と同様に、キタサマイシンも細菌のリボゾームの50Sサブユニットに作用し、タンパク質の合成を阻害する。最小発育阻止濃度を超えた場合に、静菌的に作用する。この濃度を下回ると、仮にキタサマイシンに耐性が無くとも、細菌は再び増殖を開始する。よって、適切な量を適切な間隔で使用して、キタサマイシンに耐性を有さない細菌の増殖が抑制されている間に、感染を受けた宿主側の白血球や補体などによって、細菌が攻撃されて排除される必要が有る。

## 抗菌スペクトル
キタサマイシンの抗菌スペクトルは、下表の通りである

。
注意点として、下表において「無効」とは、最小発育阻止濃度が100 (μg/mL)を超えている事を意味している点を付記しておく。また、あくまで下表は、実験結果の例であって、たとえ同じ菌種であっても、菌株によって最小発育阻止濃度が大幅に異なる場合も有る。特に、抗菌薬に耐性の遺伝子を獲得した菌株は、大幅に最小発育濃度が上昇し、場合によっては無効である事も有る。なお、細菌だけでなく、ヒトに対して病原性を有した真核生物についても、参考までに少しだけ記載した。当然ながら下表のように、それらの真核生物には、100 (μg/mL)程度の濃度では発育を阻止できない。
| 名称 学名                                     | キタサマイシン 最小発育阻止濃度 (μg/mL) | 補足                      |
| --------------------------------------------- | --------------------------------------- | ------------------------- |
| 黄色ブドウ球菌 Staphylococcus aureus          | 0.2                                     | グラム陽性菌 通性嫌気性菌 |
| 肺炎連鎖菌 Streptococcus pneumoniae           | 0.01                                    | グラム陽性菌 通性嫌気性菌 |
| A群連鎖球菌 Streptococcus pyogenes            | 0.19                                    | グラム陽性菌 通性嫌気性菌 |
| ジフテリア菌 Corynebacterium diphtheriae      | 0.01                                    | グラム陽性菌 好気性菌     |
| 炭疽菌 Bacillus anthracis                     | 0.35                                    | グラム陽性菌 通性嫌気性菌 |
| 枯草菌 Bacillus subtilis                      | 0.2                                     | グラム陽性菌 通性嫌気性菌 |
| 破傷風菌 Clostridium tetani                   | 1.6                                     | グラム陽性菌 嫌気性菌     |
| ウェルシュ菌 Clostridium perfringens          | 1.9                                     | グラム陽性菌 嫌気性菌     |
| 淋菌 Neisseria gonorrhoeae                    | 0.2                                     | グラム陰性菌 微好気性菌   |
| 大腸菌 Escherichia coli                       | 50                                      | グラム陰性菌 通性嫌気性菌 |
| チフス菌 Salmonella enterica subsp. Typhi     | 50                                      | グラム陰性菌 通性嫌気性菌 |
| A群赤痢菌 Shigella dysenteriae                | 25                                      | グラム陰性菌 通性嫌気性菌 |
| 肺炎桿菌 Klebsiella pneumoniae                | 3.1                                     | グラム陰性菌 通性嫌気性菌 |
| プロテウス菌 Proteus vulgaris                 | 無効                                    | グラム陰性菌 通性嫌気性菌 |
| 緑膿菌 Pseudomonas aeruginosa                 | 無効                                    | グラム陰性菌 好気性菌     |
| 黄疸出血性レプトスピラ Leptospira interrogans | 0.05                                    | グラム陰性菌 スピロヘータ |
| 梅毒トレポネーマ Treponema pallidum           | 0.8                                     | グラム陰性菌 スピロヘータ |
| ウシ放線菌 Actinomyces bovis                  | 0.25                                    | 放線菌                    |
| カンジダ Candida albicans                     | 無効                                    | 真菌                      |
| 白癬菌 Trichophyton mentagrophytes            | 無効                                    | 真菌                      |
| 赤痢アメーバ Entamoeba histolytica            | 無効                                    | 原虫                      |

## 用法
キタサマイシンは、経口投与の場合、1回200 mgから400 mgを、1日当たり3回か4回投与した

。
また、キタサマイシンは酒石酸塩の形にして、注射剤も開発された。注射剤の場合は、静脈点滴で1回200 mgを、1日当たり2回投与した。
参考までに、適応症は同じマクロライド系抗菌薬であるエリスロマイシンと同じであった

。

## 薬物動態
キタサマイシンを経口投与しても、例えば、同じマクロライド系抗菌薬であるエリスロマイシンと比べて、消化管からの吸収は悪い

。
なお、吸収されたキタサマイシンは、組織への移行性は比較的良く、あまり血中濃度は上昇しないという特徴も有する。

## 歴史
キタサマイシンは1953年に

、Streptomyces属の放線菌が産生する抗生物質として発見された

。
発見場所は日本であった

。
キタサマイシンは16員環のラクトンを有したロイコマイシン類の混合物であり、16員環のマクロライド系抗菌薬の化学構造の研究に活用された。
マクロライド系抗菌薬は、吸収後に組織への移行性が良いものの、そのせいで、アレルギーなどを誘発し易いといった欠点も有する

。
そこで、アレルギーを誘発し難い化合物が検索され、選択されていった。そして、アレルギーを誘発し難いマクロライド系抗菌薬として、キタサマイシンも臨床での使用が行われた。なおキタサマイシンは、経口投与製剤、注射剤、外用薬として製剤化された

。